# Зехри, Наваб Санауллах Хан
Наваб Санауллах Хан Зехри (англ. Nawab Sanaullah Khan Zehri ; род. 4 августа 1961, Хуздар, Белуджистан) — государственный и политический деятель Пакистана. Главный министр Белуджистана с 24 декабря 2015 года по 9 января 2018 года. Принадлежит к семье Чаннала Заракзай, а также набоб племени Зехри и глава Джалавана. Cменил Абдула Малика Балоча на посту главного министра Белуджистана 24 декабря 2015 года в рамках процесса по разделению власти, заключенной в курортном городе Мурри. Являлся председателем отделения Пакистанской мусульманской лиги (Н) в Белуджистане и доверенным лицом премьер-министра Наваза Шарифа. Покинул Пакистанскую мусульманскую лигу (Н) 7 ноября 2020 года.
7 июня 2013 года был назначен старшим министром Белуджистана с портфелями по коммуникационным работам, рудникам, полезным ископаемым. 9 января 2018 года, в связи с неизбежностью вотума недоверия, ушёл с поста главного министра Белуджистана, чтобы предотвратить назревание политического кризиса.

## Биография
Родился 4 августа 1961 года в Анжеере в округе Хуздар, Белуджистан. Его отец, Сардар Дода Хан Зехри, был вождем племени и активистом Пакистанского движения, сыгравшим решающую роль в организации поддержки Белуджистаном независимости Пакистана от Индии. В 1983 году окончил Университет Белуджистана со степенью бакалавра политических наук.
После окончания Университета Белуджистана участвовал во всеобщих выборах в Провинциальное собрание Белуджистана в 1990 году, показав хорошие результаты от Пакистанской мусульманской лиги (Н). В это время проводил кампанию за местное самоуправление в Белуджистане. В 1997 году участвовал в выборах в сенат Пакистана и одержал победу, представляя Белуджистан до 1999 года. Во время всеобщих выборов 2002 года баллотировался от избирательного округа ПБ-50 (Хуздар-I) от Национальной партии Пакистана. Работал провинциальным министром по тюрьмам и по делам племён до 2003 года.
В 2008 году Национальная партия бойкотировала всеобщие выборы. Санауллах Зехри не согласился с бойкотом и покинул партию, и в феврале получил место в Провинциальном собрании от своей собственной партией. В сентябре 2006 года принял участие в Лойя-джирге, созванной ханом Калата Миром Сулеманом Давудом Джаном после смерти Акбара Бугти.
6 января 2010 года присоединился к Пакистанской мусульманской лиге (Н). В августе 2011 года был выбран помощником генерального секретаря Пакистанской мусульманской лиги (Н) по Белуджистану.
В 2013 году представлял свой избирательный округ от Пакистанской мусульманской лиги (Н) и первоначально был выдвинут кандидатом на пост главного министра Белуджистана. Однако, премьер-министр Наваз Шариф вместо этого одобрил назначение Абдула Малика Балоча главным министром Белуджистана.
16 апреля 2013 года избежал покушения на свою жизнь, когда автомобильный кортеж подвергся атаке в его родном округе Хуздар. В результате нападения погибли его сын Сикандер Зехри, брат Мир Мехаруллах Зехри и племянник Мир Заид. Освободительная армия Белуджистана взяла на себя ответственность за нападение на Санауллаха Зехри.
23 ноября 2020 года скончалась его дочь Айша Зехри, предположительно от COVID-19.

## Примечание
1. ↑  Baloch vacates CM office as Murree agreement takes effect. Samaa. 12 декабря 2015. Архивировано 13 августа 2016. Дата обращения: 18 ноября 2021.
2. ↑  Zehri elected new Balochistan CM. Samaa TV. 24 декабря 2015. Архивировано 24 декабря 2015. Дата обращения: 18 ноября 2021.
3. ↑  Pakistan Herald (29 октября 2013). Sanaullah Zehri. Pakistan Herald. Pakistan Herald. Архивировано 15 октября 2014. Дата обращения: 10 октября 2014.
4. 1 2  Sardar Sanaullah Khan Zehri. Pakistani leaders online. Дата обращения: 10 октября 2014. Архивировано 11 мая 2013 года.
5. 1 2  Sardar Sanaullah Khan Zehri. Provincial Assembly of Balochistan, press. Дата обращения: 10 октября 2014. Архивировано 15 октября 2014 года.
6. ↑  News desk. GEO elections monitoring cell: Sanaullah Zehri. GEO News, elections cell. Дата обращения: 10 октября 2014.
7. ↑  Malik Siraj Akbar. The Redefined Dimensions of Baloch Nationalist Movement. — Xlibris Corporation, 2011. — P. 181.
8. 1 2  Dawn.com (6 января 2010). Sanaullah Zehri, Qadir Baloch join PML-N. Dawn newspaper, 2010. Dawn newspaper. Архивировано 15 октября 2014. Дата обращения: 26 сентября 2014.
9. ↑  From the Newspapers (29 мая 2013). Pakistan Muslim League (N) names Zehri for Balochistan CM post. Dawn news papers, 2010. Архивировано 18 августа 2013. Дата обращения: 10 октября 2014.
10. ↑  Two ex-generals picked for key PML-N positions. Dawn (7 августа 2011). Дата обращения: 15 октября 2011.
11. ↑  Web edition (17 мая 2013). Sanaullah Zehri named for Balochistan CM post. News International. News International. Архивировано 16 октября 2014. Дата обращения: 10 октября 2014.
12. ↑  Desk, Web (16 апреля 2013). Sardar Sanaullah Zehri's convoy attacked, 3 family members killed. Express Tribune. Архивировано 7 ноября 2020. Дата обращения: 18 ноября 2021. {{cite news}}: |last1= имеет универсальное имя (справка)
13. ↑  Son, brother and nephew of Sardar Zehri die in bomb attack. Dawn. 17 апреля 2013. Архивировано 18 ноября 2021. Дата обращения: 18 ноября 2021.
14. ↑  Ex-Balochistan CM Zehri's 22-year-old daughter dies of Covid-19. Дата обращения: 18 ноября 2021. Архивировано 25 января 2021 года.